# بيرو الحرة
بيرو الحرة هو حزب سياسي ماركسي في بيرو، تأسس الحزب في 2008 وتم تسجيله كحزب سياسي في يناير 2016 واعتمد اسمه الحالي، بيرو الحرة، في يناير 2019.